# Schloss Bartensleben

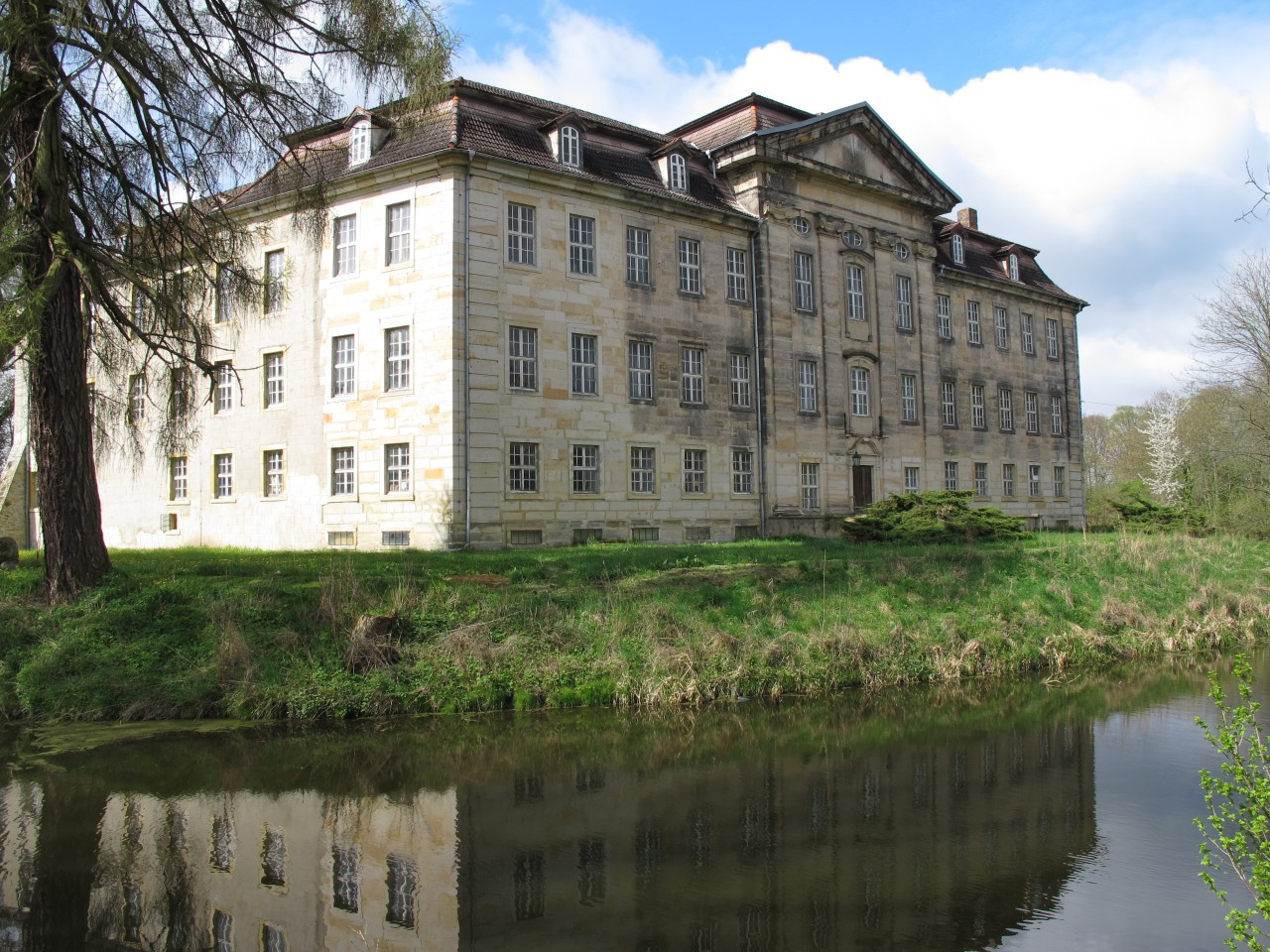
Schloss Bartensleben auf der Schlossinsel

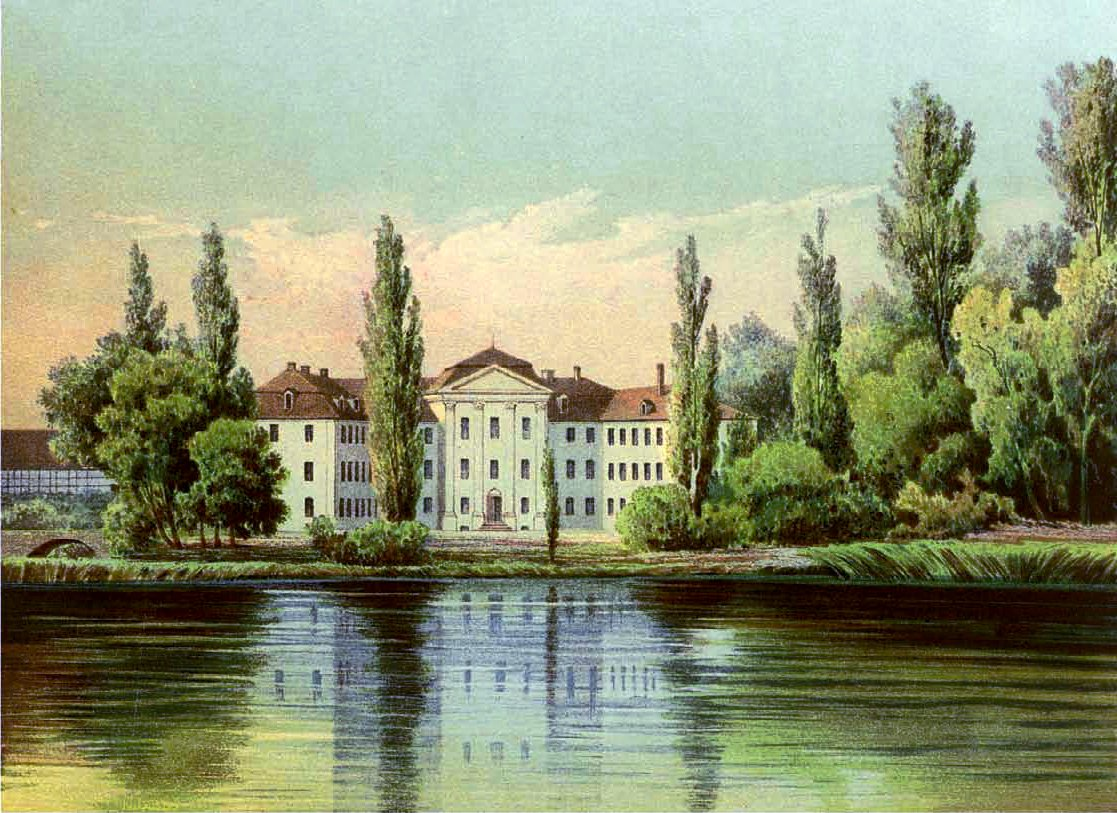
Schloss Bartensleben um 1860, Sammlung Alexander Duncker

Das Schloss Bartensleben ist ein Barockschloss in Groß Bartensleben in der Gemeinde Erxleben im Landkreis Börde (Sachsen-Anhalt). Es entstand Mitte des 18. Jahrhunderts auf den Grundmauern einer früheren Wasserburg.

## Geschichte

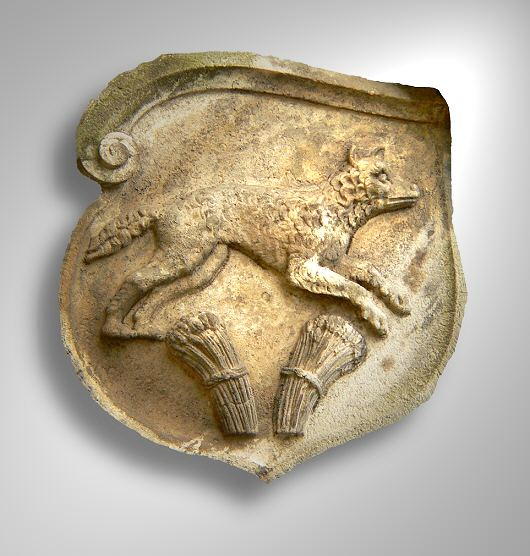
Wappen derer von Bartensleben an der Wolfsburg

Ursprünglich residierte in Bartensleben das Geschlecht derer von Bartensleben auf der Wasserburg als Vorgängerbau des späteren Schlosses. Die Familie übersiedelte im 13. Jahrhundert in den heutigen Wolfsburger Raum, wo sie die von ihnen um 1300 errichtete und später festungsartig ausgebaute Wasserburg Wolfsburg bis zu ihrem Aussterben 1742 besaß.
Seit etwa 1400 saß auf der Wasserburg Bartensleben die der Wolfenbütteler Gegend aus Veltheim (Ohe) entstammende Adelsfamilie von Veltheim. Ludolf I. von Veltheim wurde durch den Erzbischof von Magdeburg mit der Burgstelle in Bartensleben belehnt. 1467 wurde einer seiner Nachfolger, Hilmar I. von Veltheim, mit dem Dorf Bartensleben belehnt.
Das Barockschloss ließen die von Veltheim Mitte des 18. Jahrhunderts auf den Grundmauern der früheren Wasserburg errichten, die einst über drei Vorburgen verfügte. 1757 ließ Heinrich Adrian von Veltheim das Schloss um den mittleren und westlichen Flügel erweitern, wobei die Innenräume eine Ausstattung im Rokokostil erhielten. Letzter Vertreter der Familie waren der braunschweigische Oberkammerherr Georg von Veltheim (1843–1913), er hatte zwei Töchter, und dann sein Vetter Wilhelm von Veltheim (1884–1972). Letzterer war Ehrenritter des Johanniterordens und Rittmeister a. D. Bartensleben war lange Fideikommiss, eine Festlegung der Erbfolge innerhalb der Familie auf Ebene einer Stiftung. So blieb das Gut immer in Familienhand, auch wenn in der direkten Linie kein männlicher Erbfolger stand. Die Besitzung hat einen Umfang von ca. 1290 ha, man betrieb auch eine Zuckerfabrik.
Nach dem Zweiten Weltkrieg 1945 flüchtete die Familie von Veltheim wegen der Zwangsenteignung des Rittergutes durch die Bodenreform in der Sowjetischen Besatzungszone in die westliche Besatzungszone. Das Schloss erfuhr eine Nutzung durch die sowjetische Besatzungsmacht und später die NVA, um dann als Frauen-Kurheim „Clara Zetkin“ und bis 1991 als Altersheim zu dienen. Ein bedeutender Teil der ursprünglichen Substanz wie das Treppenhaus mit Galerie wurden zu DDR-Zeiten bei Umbauten entfernt bzw. zerstört. Nach der Schließung des Altersheims und der Wende 1989 verwahrlost, befand es sich in Privatbesitz und war nicht öffentlich zugänglich. Zwischen 2020 und 2022 wurde das Schloss von einem Berliner Unternehmen renoviert, um darin ein Pflegeheim einzurichten.

## Bauwerk
Der Schlossbau liegt von einem breiten Wassergraben umgeben auf einer Schlossinsel, zu der eine Brücke führt. Es handelt sich um einen Sandsteinquaderbau aus drei Flügeln mit Mansardenwalmdächern. Stilmäßig ist es in die Zeit des Spät-Barock mit Ansätzen der friderizianischen Klassik einzuordnen. Beim Schlossbau wurden bereits bestehende Teile wiederverwertet, wie an den Jahreszahlen 1471, 1567 und 1578 an verschiedenen Gebäudeteilen erkennbar ist. Zentrale Stelle der Schlossanlage war das Treppenhaus mit einer Galerie.
Angrenzend an das Schloss befinden sich größere Teiche und ein ehemaliger Englischer Landschaftspark, der seit 2008 neu strukturiert wird. Er entstand wahrscheinlich im 18. Jahrhundert aus einem früheren Barockgarten.